# 邁厄斯卡珀爾

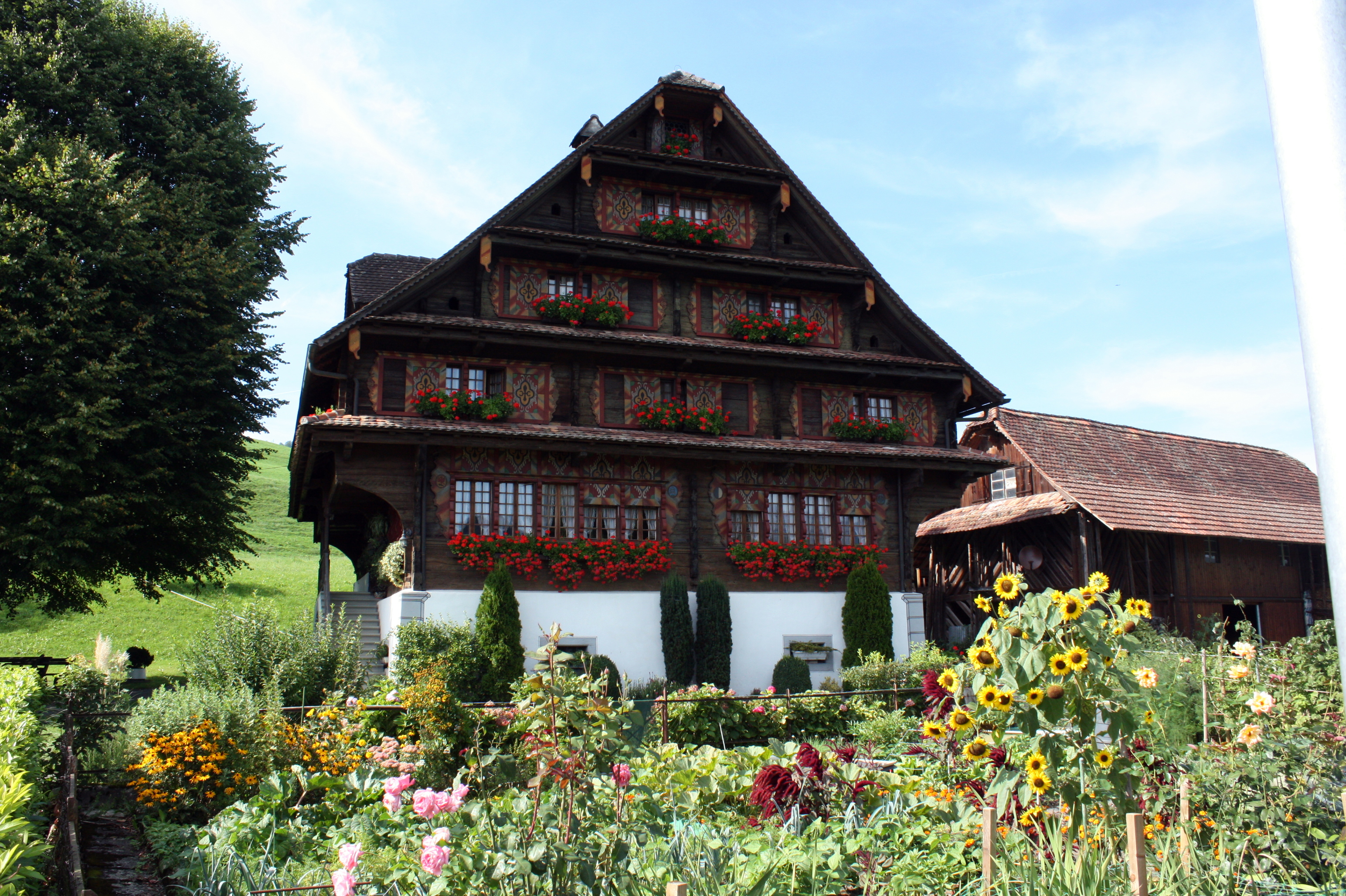

邁厄斯卡珀爾是瑞士的城鎮，位於該國中部，由琉森州負責管轄，面積6.79平方公里，六成半土地是農業用地，海拔高度497米，2011年人口1,258，人口密度每平方公里185人。